# Liste der Biografien/Vanu
Liste der Biografien |
Portal Biografien |
Personensuche
# |
A |
B |
C |
D |
E |
F |
G |
H |
I |
J |
K |
L |
M |
N |
O |
P |
Q |
R |
S |
T |
U |
V |
W |
X |
Y |
Z |
?
 
Va |
Vd |
Ve |
Vh |
Vi |
Vj |
Vl |
Vn |
Vo |
Vr |
Vs |
Vt |
Vu |
Vy
 
Vaa |
Vab |
Vac |
Vad |
Vae |
Vaf |
Vag |
Vah |
Vai |
Vaj |
Vak |
Val |
Vam |
Van |
Vap |
Vaq |
Var |
Vas |
Vat |
Vau |
Vav |
Vaw |
Vax |
Vay |
Vaz
 
Van A |
Van B |
Van C |
Van D |
Van E |
Van F |
Van G |
Van H |
Van I |
Van K |
Van L |
Van M |
Van N |
Van O |
Van P |
Van Q |
Van R |
Van S |
Van T |
Van U |
Van V |
Van W |
Van Y |
Van Z

Vana |
Vanb |
Vanc |
Vand |
Vane |
Vang |
Vanh |
Vani |
Vanj |
Vank |
Vanl |
Vanm |
Vann |
Vano |
Vanp |
Vanq |
Vanr |
Vans |
Vant |
Vanu |
Vanv |
Vanw |
Vany |
Vanz
Die Liste der Biografien führt alle Personen auf, die in der deutschsprachigen Wikipedia einen Artikel haben. Dieses ist eine Teilliste mit 7 Einträgen von Personen, deren Namen mit den Buchstaben „Vanu“ beginnt.

## Vanu

### Vanua
- Vanua, Norman (* 1993), papua-neuguineischer Cricketspieler

### Vanul
- Vanular, Corey (* 1987), kanadischer Freestyle-Skisportler

### Vanun
- Vanunu, Mordechai (* 1954), israelischer NukleartechnikerMordechai Vanunu (* 1954)

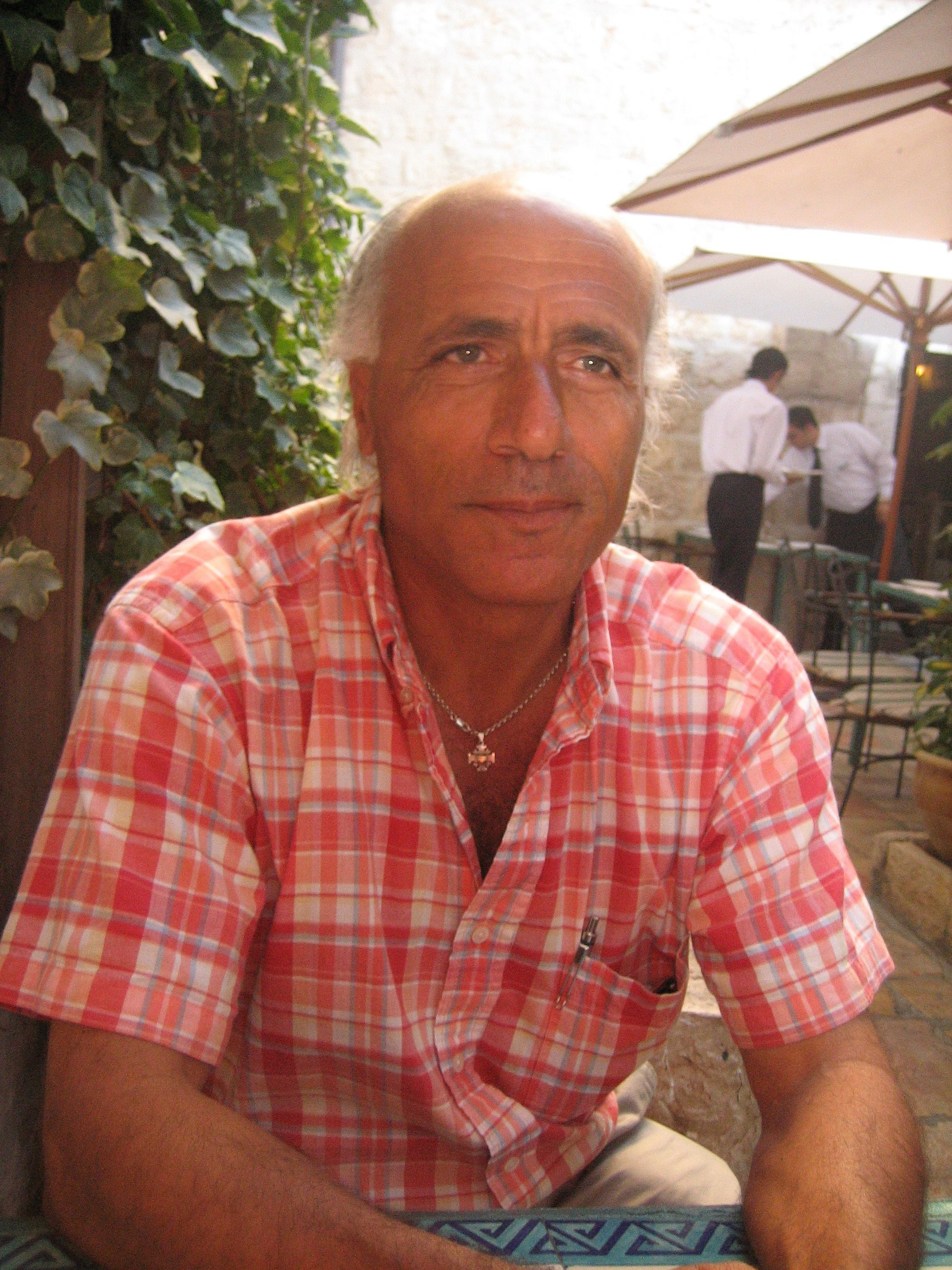
Mordechai Vanunu (* 1954)

### Vanur
- Vaňura, Česlav (1694–1736), böhmischer Komponist des Barock und ein Priester der Minoriten
- Vanura, Hanns (* 1958), österreichischer Basketballfunktionär

### Vanux
- Vanuxem, Paul (1904–1979), französischer General

### Vanuy
- Vanuytven, Charles Alphonse Armand (1880–1969), belgischer Ordensgeistlicher, römisch-katholischer Apostolischer Vikar von Buta